# Vilanant
Vilanant là một đô thị trong comarca Alt Empordà, Girona, Catalonia, Tây Ban Nha. Dân số 328 người.